# David Thorne
David Hoadley Thorne (Ciutat de Nova York, 16 de setembre de 1944) és un empresari i diplomàtic estatunidenc, que treballa d'ambaixador dels Estats Units a Itàlia i de San Marino. Fou nominat pel President Barack Obama i escollit el 17 d'agost de 2009.
Fill d'Alice Smith (Barry) i Landon K. Thorne Jr., David va viure a Itàlia durant una dècada mentre el seu pare ajudava a administrat el Pla Marshall. És el germà bessó de Julia Thorne, la primera muller de John Kerry. Thorne es va graduar a la Universitat Yale l'any 1966, on va conèixer a Kerry mentre els dos eren membres de Skull and Bones, i des d'aleshores fins 1971 a la Universitat de Colúmbia on hi va estudiar un màster de Periodisme. Va servir a la Marina dels Estats Units durant la Guerra del Vietnam, i va treballar com a consultor polític, promotor immobiliari i publicista. Està casat i té dos fills. El 26 de març de 2013 va ser condecorat com a Cavaller de la Gran Creu de l'Orde al Mèrit de la República Italiana.